# Neomorgania eucalypti
Neomorgania eucalypti är en insektsart som först beskrevs av William Miles Maskell 1889.  Neomorgania eucalypti ingår i släktet Neomorgania och familjen pansarsköldlöss. Inga underarter finns listade i Catalogue of Life.